# A Hajléktalan Emberért díj
A Hajléktalan Emberért Díj a Hajléktalanokért Közalapítvány által létrehozott, évente kiadott díj.
A jelképes elismerést megtestesítő oklevelet évente adják ki 2006 óta olyan személyeknek, akik nem szakmaszerűen erőfeszítést tesznek a magyar hajléktalanok helyzetének javításáért.

## Díjazottak
- 2006 - Nagy Bandó András humorista
- 2007 - Nigel Thorpe, Vodafone Magyarország zrt. Vállalati Kapcsolatok igazgatója és a Vodafone Magyarország Alapítvány kuratóriumának elnöke, korábban az Egyesült Királyság budapesti nagykövete.
- 2008 - Balogh Edit és Fekete András, Barrus könyvkiadó
- 2009 - Bálint György kertészmérnök
- 2010 - Az állampolgári jogok országgyűlési biztosának hivatalának munkatársai